# Абрамс, Лори
Ло́уренс А́дам Майкл (Ло́ри) А́брамс (род. 3 апреля 1953, Степни, Большой Лондон) — английский футболист и футбольный тренер. Играл на позиции нападающего в Англии, США и Австралии. За свою карьеру, которая длилась с 1977 по 1987 год, Абрамс сыграл 283 матча и забил 142 гола.

## Карьера

### Игрок
Абрамс родился в Степни, в лондонском Ист-Энде, футболом он начал заниматься в молодёжной команде «Баркинга». Его основным местом работы был магазин портного, он производил обмер клиентов, делал брюки и продавал костюмы. В 1977 году он подписал профессиональный контракт с «Чарльтон Атлетик». Он провёл один сезон в «Чарльтоне», сыграв 16 матчей. После ухода из «Чарльтона» в 1978 году Абрамс переехал в США и играл в Североамериканской футбольной лиге за «Нью-Инглэнд Ти Мен», «Талса Рафнекс» и «Калифорния Сёрф». «Сёрф» были расформированы в конце сезона 1981 года и 6 октября 1981 года Абрамс вернулся в «Рафнекс». Он играл в команде два сезона 1982 и 1983 годов, а также шоубольный сезон 1983/84. Он был признан лучшим игроком атаки в Гран-при NASL по шоуболу 1983, забив 12 голов и отдав 6 результативных передач в 8 играх. В мае 1984 года «Рафнекс» обменяли Абрамса на Питера Скураса из «Сан-Диего Сокерз». Он начал сезон в паре с Эйдом Кокером, но потерял место в основе после того, как «Сокерз» приобрели Славишу Жунгула и Бранко Шеготу. 17 октября 1984 года «Сокерз» продали Абрамса в «Нью-Йорк Космос» за $ 25000. «Космос» перешёл в MISL осенью 1984 года и в январе 1985 года продал его контракт «Канзас-Сити Кометс». Он оставался с «Кометс» на протяжении 1985/86 сезона. Абрамс провёл сезон 1986 года в Австралии с «Мельбурн Найтс», где сыграл 9 матчей, прежде чем вернуться в Америку, чтобы играть за «Уичито Уингз» в течение 1986/87 сезона MISL. Когда Абрамса спрашивают, в чём секрет его успеха в Америке, он отвечает: 
Проще забивать голы в Сан-Диего летом, чем в Халле зимой.

### Тренер
Абрамс в настоящее время является помощником главного тренера в колледже Ирвин Вэлли.